# Экономика Вьетнама
Вьетнам — аграрное государство со смешанной экономикой и развивающейся промышленностью, представитель восточноазиатской модели развития экономики. Один из мировых лидеров по снижению уровня бедности и темпам экономического роста, находится (на 2020 год) на 44 месте в мире по номинальному ВВП и на 21 — по паритету покупательной способности.
Некоторыми источниками Вьетнам характеризуется как слаборазвитое государство с аграрной экономикой.
С 1986 года Вьетнам осуществляет переход от централизованной плановой экономики к большей роли частного бизнеса; с этого же времени увеличивается и доля импорта. В 2018 году 43 % ВВП создавали частные фирмы.
По состоянию на 2013 год доля сектора услуг составляла 43,3 %, промышленности — 38,3, а сельского хозяйства — 18,4 %. Сельское хозяйство обеспечивает продовольственную безопасность страны. Основные отрасли промышленности: пищевая, легкая, машиностроительная, горная, цементная, химических удобрений, нефтяная и др. Основные промышленные центры: Ханой, Хошимин—Бьенхоа, Хайфон, Дананг, Куангнинь, Вунгтау, Намдинь, Винь, Вьетчи, Тхайнгуен, Тханьхоа. Ведущую роль в промышленности играют Ханой и Хошимин.

## История
Перед Второй мировой войной, когда Вьетнам являлся частью французской колонии Индокитай, доля промышленности составляла 10 % (1939), к концу войны Сопротивления (1946—1954) она снизилась до 1,5 %.
В 1950-е — 1980-е гг. были заложены основы ряда отраслей тяжёлой индустрии, в том числе таких, как электроэнергетика, машиностроение (с десятками крупных и средних предприятий, сотнями механических и ремонтных мастерских), металлургия, химия, промышленность строительных материалов. Получили развитие различные отрасли легкой промышленности.
В начале 1960-х годов значимой отраслью экономики являлась охота (при этом широкое распространение имело использование капканов, ловчих петель, ловушек и самострелов).

### Переход к рыночным отношениям
Ещё в 1986 г. VI съезд Коммунистической партии Вьетнама провёл смену высшего руководства страны и положил начало процессу, официально названному «обновлением», благодаря которому страна вступила в период модернизации. Намеченные реформы исключали прямое государственное вмешательство в ценообразование, производство и сферу внешней торговли.
Создавались «зоны экспортного производства», стимулировалась деятельность иностранных банков. В стране началось формирование правовой базы рыночной экономики.
После 1990 г. принят ряд важных законов в области гражданского права, разработаны нормы деловой деятельности, работы фирм и т. п. Проводится реорганизация и постепенная приватизация ряда предприятий государственного сектора: количество государственных предприятий уменьшилось с 12 084 в 1991 до примерно 6300 в 1995, в основном за счет ликвидации слабых предприятий и объединения ряда предприятий смежного профиля.
Планомерно реализуется программа приватизации предприятий государственного сектора.
Рыночные реформы дали положительный результат. За 1991—1996 гг. промышленность удвоила выпуск продукции. Среднегодовое увеличение производства составило 13,3 %. Это бурный рост был обусловлен успешным переходом от системы государственного управления и субсидирования предприятий к принципам рыночной экономики, установлению широких внешнеэкономических связей. Важную роль сыграли курс на реструктуризацию и модернизацию промышленности, привлечение прямых инвестиций из-за рубежа, введение новых промышленных технологий. С 1991 по 1995 общий объём инвестиций в промышленность из разных источников и экономических секторов составил примерно 4,7 млрд долл., Причем средства, полученные от государства, составили 54 % от общего объёма инвестиций, иностранные инвестиции — 31 %, средства, вложенные самими предприятиями — 3,5 %.
При непосредственном участии иностранных компаний получили развитие важнейшие отрасли промышленности: нефтегазовая, производство цемента, стали, электроники, швейно-текстильных изделий, сельскохозяйственной продукции. Прямые иностранные инвестиции способствуют формированию и развитию таких отраслей, как автомобилестроение, производство мотоциклов. Создаются «зоны экспортного производства», «зоны концентрированного промышленного производства», имеющие налоговые и другие льготы, а также другие благоприятные условия для привлечения иностранных инвестиций (в Хайфоне, Дананге, Кантхо, Тхантхуане и проч.).
Объём валовой продукции за 1991—1995 гг., по сравнению 1986—1990, вырос с 35,6 до 57,1 млрд кВт·ч, сырой нефти — с 1,2 до 30,5 млн т, стали — с 393 до 1241 тыс. т, удобрений — с 2228 до 3340 тыс. т, цемента — с 9,8 до 22,5 млн т, бумаги — с 410 до 713 тыс. т. С 1990 по 1997 ВВП ежегодно рос в среднем на 8,9 %, фактические капиталовложения — на 25 % ежегодно.
В 1995—1997 гг. по темпам экономического роста Вьетнам лидировал среди стран-членов АСЕАН.
Санкционированные властями прямые иностранные инвестиции, которые в 1991 составили ок. 2,3 млрд долл. США, в 1997 достигли 31,2 млрд долл., что составляло 30 % всех капиталовложений. В 1991—1998 происходил быстрый рост экспорта — с 2042 млн до 9356 млн дол., или на 27 % в год, импорта — с 2105 млн до 11 390 млн дол., или на 32 % в год. В 1998 экспорт товаров и услуг оценивался в 42 % ВВП, импорт — в 47 % ВВП.
Азиатский финансовый кризис 1998—1999 гг. несколько уменьшил импорт (на 3 %) при расширении экспорта на 0,9 %, а иностранные инвестиции сократились. В 1998 во Вьетнаме осуществлялось 2200 инвестиционных проектов с привлечением капитала из 60 стран с суммой инвестиций в 32 млрд дол.
Вместе с тем, в 2010-х годах наблюдаются некоторые структурные диспропорции в экономике страны. Так, в стране анонсирован и находится на разных этапах (от декларации о намерениях до реально ведущегося строительства) более двух десятков новых металлургических предприятий, совокупная мощность которых намного превышает все разумные потребности страны.

## Общие сведения
По состоянию на 2015 год ВВП Вьетнама составляет 191,5 млрд долл., ВВП на душу населения — 2088 долл., ВВП по ППС — 6023 долл. Уровень безработицы — 2,05 % (2016 г.), коэффициент Джини — 37,3 (2019 г.). Только 21,6 % капитала находится в частных руках, 38,4 % принадлежит государству и 40 % — иностранные инвестиции.

## Секторы экономики
Рынок услуг в последние годы показывал быстрый рост и в 2015 году составлял уже 43,7 % экономики, тогда как промышленность — 38,8 %, сельское хозяйство — 17,4 %.

### Сельское и лесное хозяйство
Сельское хозяйство имеет очень важное значение в экономике страны. Вьетнам является одним из ведущих экспортёров риса в мире, но желание быстрых денег у мелких фермеров и стабильный спрос на вьетнамский рис из Китая приводит к снижению качества. Также Вьетнам является вторым по величине экспортёром кофе в мире, уступая только Бразилии. В 2023 году Вьетнам экспортировал 1,62 млн тонн кофе.
В 1992 году, в ответ на истощение лесов, Вьетнам ввёл запрет на экспорт брёвен и необработанной древесины. В 1997 году запрет был распространён на экспорт всех изделий из древесины, кроме готовых деревянных предметов. В 1990-х годах Вьетнам начал восстанавливать леса с помощью программы посадки деревьев.
Рыболовная отрасль Вьетнама, располагающая богатыми ресурсами, учитывая протяжённость береговой линии страны и обширную сеть рек и озёр, в целом демонстрирует умеренный рост. В 2003 году общий вылов составил около 2,6 млн тонн. Тем не менее, в период с 1990 по 2002 год экспорт морепродуктов увеличился в четыре раза до более чем 2 млрд USD, частично благодаря обработанным креветкам. В данный момент во Вьетнаме намечается переход от естественного рыболовного промысла к аквакультуре — разведению в промышленных масштабах креветок, лобстеров, устриц и рыбы на отработанных рисовых полях в проточной воде. Крупнейшими покупателями такой продукции остаются США и Россия.

### Промышленность

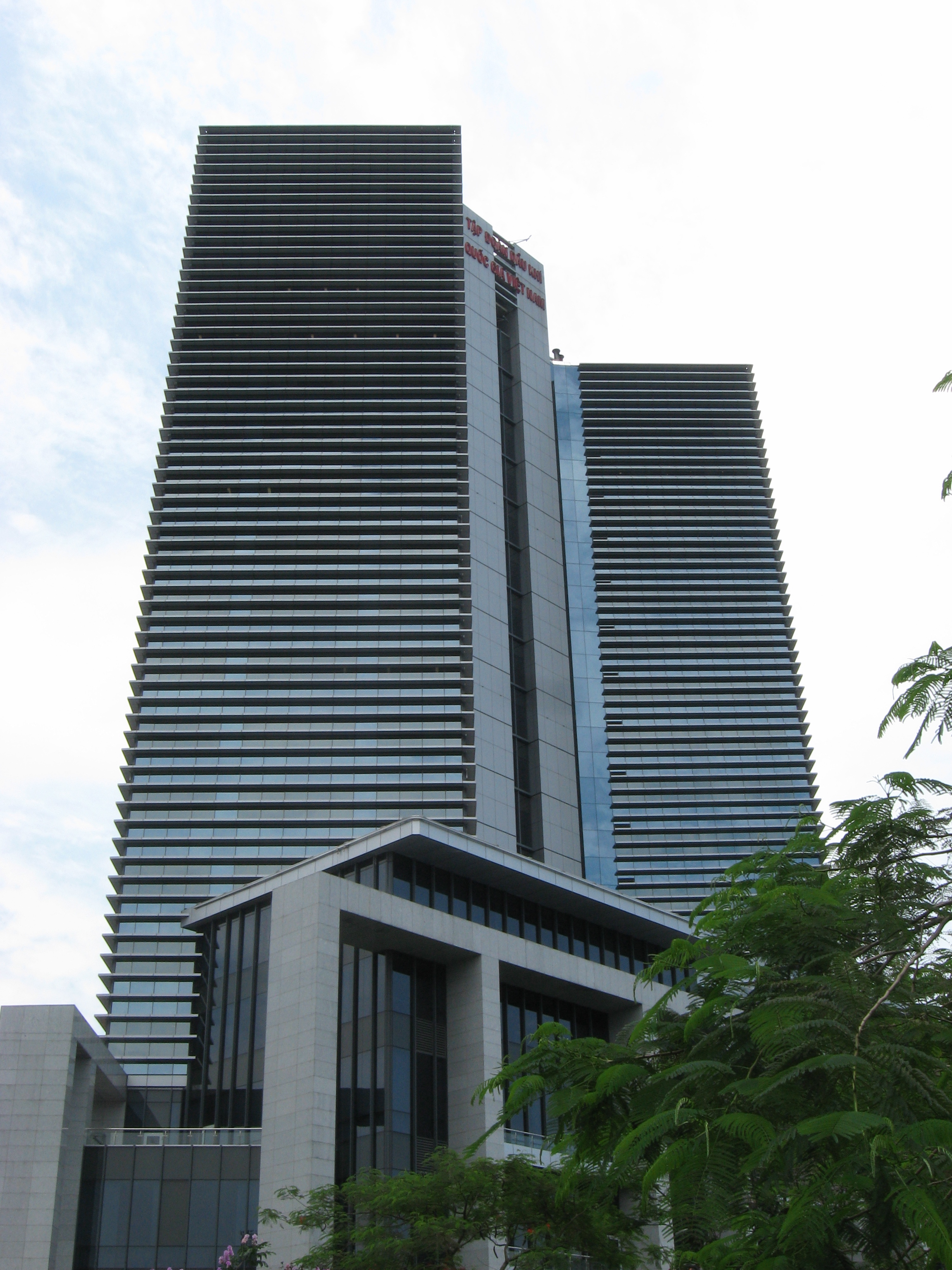
Штаб-квартира PetroVietnam в Ханое

В сфере энергетики и добычи сырья доминируют государственные компании Vietnam Electricity и Vinacomin.
В нефтегазовом секторе лидируют государственная компания PetroVietnam и её дочернее подразделение PetroVietnam Gas, государственная компания Petrolimex, совместное российско-вьетнамское предприятие Vietsovpetro и компания Binh Son Refining and Petrochemical.
Развита металлургия, лидируют компании Thai Nguyen Iron and Steel (TISCO), Southern Steel Corporation, Thang Long Metal и Hoa Phat Steel.
Судостроение и судоремонт: компании Hyundai Vinashin Shipyard (дочерняя структура Hyundai Heavy Industries), Narn Trieu Shipbuilding Company, Ha Long Sipyard, Bach Dang Shipyard и Pha Rung Shipyard.
Химическая промышленность: производство резиновых изделий, фармацевтическая промышленность, производство средств гигиены (Kimberly-Clark Vietnam, Colgate-Palmolive Vietnam и Johnson & Johnson Vietnam).
В сфере производства электроники и электротехники лидируют частные компании — вьетнамские подразделения мировых корпораций Samsung Electronics, Intel, Panasonic, Canon, Nokia, Sony, LG Electronics, General Electric, Siemens, ABB, Cisco, Electrolux.
Автопром: на рынке автомобилей и мотоциклов лидируют частные компании — вьетнамские подразделения Honda, Yamaha, Toyota, Piaggio.
Производство комплектующих: Machino Auto Parts, Vietnam Automobile Component Manufacturing Company (VAP), Bosch.
Лёгкая промышленность: обувная промышленность, производство текстиля, одежды, аксессуаров и спортивных товаров (подразделения Nike и Adidas).
Пищевая отрасль с 2013 года испытывает значительный рост. Доля пищевой промышленности в ВВП по данным на 2019 год составляет 15 %, объём иностранных инвестиций в отрасль достиг 11,2 млрд долл.
Крупнейшие пищевые и агрохозяйственные компании — Vinamilk (Vietnam Dairy), Unilever Vietnam, Cargill Vietnam, Nestlé Vietnam, PepsiCo Foods Vietnam, Mondelēz Vietnam, Masan Group, NutiFood, Vietnam Southern Food Corporation; крупнейшие производители напитков: Coca-Cola Vietnam, Vietnam Brewery (совместное предприятие Heineken Asia Pacific и Saigon Trading Group), Suntory PepsiCo Vietnam (совместное предприятие Suntory и PepsiCo), Sapporo Vietnam Sabeco (Saigon Alcohol Beer and Beverages Corporation), Habeco (Hanoi Beer Alcohol and Beverage Corporation).
На табачном рынке лидируют компании Saigon Tobacco, Ben Thanh Tobacco и British American Tobacco.
Бумажная промышленность, стекольно-керамическая промышленность (в том числе производство сантехники).
Строительный сектор и производство строительных материалов.
Деревообрабатывающая промышленность: в 2003 году Вьетнам произвёл около 30,7 млн кубометров древесины и лишь 2950 кубометров пиломатериалов.

### Финансовый сектор
В банковском секторе лидируют государственные банки State Bank of Vietnam, Vietnam Bank for Agriculture and Rural Development (Agribank), Bank for Investment and Development of Vietnam (BIDV), Vietnam Bank for Industry and Trade (Vietinbank) и Bank for Foreign Trade of Vietnam (Vietcombank).
Среди других банков выделяются Saigon Thuong Tin Bank, Asia Commercial Bank, Vietnam Technological and Commercial Bank (Techcombank), Vietnam Export Import Commercial Bank, Eastern Asia Commercial Bank, Vietnam International Bank и Phuong Nam Commercial Bank.
Также во Вьетнаме присутствуют международные банки (HSBC, ANZ Bank), а в некоторых вьетнамских банках часть акций принадлежит иностранным компаниям (так, акциями VietinBank владеют Mitsubishi UFJ Financial Group (20 %) и Международная финансовая корпорация).
Во Вьетнаме работают две фондовых биржи: Фондовая биржа Хошимина и Ханойская фондовая биржа.
В страховом секторе лидируют компании Vietnam Insurance Corporation, Bao Viet Holdings (Bao Viet Life Insurance и Bao Viet Insurance), Prudential Vietnam, AIA Vietnam и Manulife Vietnam.

### Транспорт и связь
В сфере почтовых услуг и телекоммуникаций лидируют государственные компании Vietnam Posts and Telecommunications Group (VNPT, включая оператора Vinaphone), Viettel Group и HCMC Post and Telecommunication. Также на рынке присутствуют компании MobiFone, Vietnamobile (совместное предприятие Hanoi Telecom и Hutchison Asia Telecom Group), DHL-VNPT Express (совместное предприятие DHL и VNPT), Gmobile, S-Fone, Saigon Post and Telecommunication и Ba Ria Vung Tau Post and Telecommunications.
В сфере железнодорожных перевозок доминируют государственные компании Vietnam Railway Corporation и Saigon Passenger Railway Transportation.
В сфере авиационных перевозок выделяются компании Vietnam Airlines и VietJet Air, в сфере управления аэропортами — Southern Airport Authority, Northern Airports Authority, Southern Airport Services.
В сфере общественного транспорта выделяются компании Hanoi Public Service and Transportation.
В сфере портового хозяйства выделяются компании Saigon Newport, Saigon Port и Hai Phong Port,
в сфере судоходства — компании Vietnam Ocean Shipping, Vietnam Sea Transport and Chartering, Vietnam National Shipping Lines, Maersk Line Vietnam.

### Сфера услуг
Рынок услуг в последние годы показывал быстрый рост и в 2015 году составлял уже 43,7 % экономики, тогда как промышленность — 38,8 %, сельское хозяйство — 17,4 %.
В сфере розничной торговли выделяются компании Saigon Coop Mart, Big C Vietnam, Central Group Vietnam, Metro Cash & Carry Vietnam;
в сфере общественного питания — KFC Vietnam и Golden Gate Restaurants.

#### Информационные технологии
Рынок информационных технологий Вьетнама, практически отсутствовавший в 2000 году, в последующие годы показывает высокий рост. Доход отрасли стабильно растёт на 60 % в год, начиная с 2008 года.
По состоянию на 2017 год, в секторе информационных технологий работало 28 тысяч компаний, создающих 900 тысяч рабочих мест, а доход отрасли составил 91,6 млрд долларов США (аппаратное обеспечение — 81,6 млрд, ИТ-услуги — 5,4 млрд, программное обеспечение — 3,8 млрд).
Значительная часть дохода формируется экспортом смартфонов и планшетов, произведённых на размещённых во Вьетнаме заводах международных компаний (в частности, Samsung).
В секторе информационных технологий и программного обеспечения лидируют компании FPT Group (The Corporation for Financing and Promoting Technology), Microsoft Vietnam, IBM Vietnam, Oracle Vietnam, Hewlett-Packard Vietnam, CSC Vietnam, Wipro Unza Vietnam, Gameloft Vietnam и Harvey Nash Vietnam.

## Энергетика
В 1954 году в ДРВ имелось пять электростанций (крупнейшей из которых являлась столичная электростанция "Йенфу" в Ханое мощностью 20 тыс. киловатт-часов в год) и 129 километров линий электропередач.
По состоянию на конец 2015 года доказанные (достоверные) запасы энергоносителей оцениваются в размере 2,001 млрд т.у.т. в угольном эквиваленте.
Вьетнам обладает значительными возможностями для развития электроэнергетики, имея в своем распоряжении большие запасы нефти, газа, угля и гидроэнергетических ресурсов. Действует крупнейшая ГЭС Шонла, ГЭС Хоабинь и строящаяся в том же каскаде ГЭС Лайтяу, а также такие ГЭС, как Тхакба, Даним, Виньшон и проч., газотурбинные комплексы в Бариа и Тхудике, ТЭС (Уонгби, Фалай), а также сотни малых ГЭС. Построена 500-киловольтная линия электропередач «Север-Юг», примерно на 2000 км удлинены линии электропередач напряжением 110—220 кВ и 350 кВ.
Мощность вырабатываемой электроэнергии возросла с 2161,7 мВт в 1991 г. до 4360 мВт в 1995 г. В 2019 году, в соответствии с данными UNSD и EES EAEC, производство органического топлива — 109 474 тыс. тут; общая поставка — 166 412 тыс. тут.
На преобразование на электростанциях и отопительных установках израсходовано 68 755 тыс. тут или 41,3 % от общей поставки. Установленная мощность-нетто электростанций — 55 187 МВт, в том числе:
- тепловые электростанции, сжигающие органическое топливо (ТЭС) — 55,6 % ,
- возобновляемые источники энергии (ВИЭ) — 44,4 %.

Производство электроэнергии-брутто — 227 715 млн кВт∙ч, в том числе:
- ТЭС — 62,4 %,
- ВИЭ — 37,6 %.

Конечное потребление электроэнергии — 207 049 млн кВт∙ч, из которого:
- промышленность — 54,1 %,
- бытовые потребители — 33,1 %,
- коммерческий сектор и предприятия общего пользования — 9,6 %, сельское, лесное хозяйство и рыболовство — 3,2 %.

Показатели энергетической эффективности за 2019 год:
- душевое потребление валового внутреннего продукта по паритету покупательной способности (в номинальных ценах) — 10 559 долларов, душевое (валовое) потребление электроэнергии — 2146 кВт∙ч,
- душевое потребление электроэнергии населением — 711 кВт∙ч.

Число часов использования установленной мощности-нетто электростанций — 4000 часов
Атомная энергетика: по состоянию на 2022 год Вьетнам не располагает промышленными атомными реакторами, однако, в середине 2010-х планировал начать строительство от 4 до 8 реакторов. Решение о строительстве было отменено в 2016 г.

## Внешнеэкономические связи
В сфере внешней торговли выделяются компании Thanh Le Commercial Import Export, Intimex Import Export, Vissan Import Export Corporation, Tin Nghia Import Export.

### Экспорт
По состоянию на 2014 год основными статьями экспорта Вьетнама являлись:
- текстиль (24,5 млрд долл.),
- мобильные телефоны и комплектующие к ним (24,1 млрд долл.),
- компьютеры и электроника (11,6 млрд долл.),
- обувь (9,7 млрд долл.),
- морепродукты (7,9 млрд долл.),
- сумки и чемоданы (2,1 млрд долл.),
- пластиковые изделия (1,9 млрд долл.).

### Импорт
Основными товарами импорта являются электроника, машины и оборудование, сырьё для швейной и обувной промышленности, сталь, пластик.
Основной партнёр по импорту — Китай.

### Инвестиции
В 2014 году прямые иностранные инвестиции в экономику Вьетнама составили 20,2 млрд долларов, в 2015 году — 22,76 млрд. Крупнейшими инвесторами являлись компании из Южной Кореи (30 %), Малайзии (11 %), Японии (8 %), Гонконга, Сингапура, Китая, Тайваня, Великобритании, США и Таиланда. Приток иностранных инвестиций в экспортно-ориентированные сектора экономики привёл к тому, что экспорт из Вьетнама вырос в 2014 году на 13,6 %, достигнув 150 млрд долл.
Прямые иностранные инвестиции создали около 3 млн рабочих мест и составили более 20 % общего объёма инвестиций Вьетнама. В 2015 году иностранные инвесторы обеспечили экспорт на сумму более 115 млрд долл. (около 70 % всего экспорта Вьетнама). Крупнейшими получателями иностранных инвестиций на юге являются Хошимин, Биньзыонг, Чавинь и Донгнай, на севере — Бакнинь, Ханой и Ханам, крупнейшими экспортёрами продукции — Хошимин и Бакнинь.
Крупнейшими корейскими инвесторами в экономику Вьетнама являются Samsung, LG Group, POSCO, Hyundai и Lotte. По состоянию на конец 2015 года южнокорейские инвестиции составили 45 млрд долл., во Вьетнаме работало около 3 тыс. компаний из Южной Кореи, которые предоставляли работу более чем 400 тыс. вьетнамцев (в том числе Samsung — свыше 100 тыс. человек).

## Доходы населения
Во Вьетнаме нет единой минимальной заработной платы для всей страны, она устанавливается по четырём экономическим регионам, разделенным по уровню развития и стоимости жизни. С 1 января 2020 года Регион I: 4 420 000 донг ($190,51) в месяц; Регион II: 3 920 000 донг ($168,94) в месяц; Регион III: 3 430 000 донг ($147,83) в месяц и Регион IV: 3 070 000 донг ($132,31) в месяц.